# The Recipe
The Recipe – trzeci studyjny album amerykańskiego rapera Macka 10, wydany 6 października, 1998 roku w wytwórniach Priority i Hoo-Bangin’. Album osiągnął 6. miejsce Top R&B/Hip-Hop Albums i 15. na Billboard 200. Uzyskał status złotej płyty.
Na albumie wystąpili tacy artyści jak Eazy-E, MC Eiht, Ice Cube, WC, Tray Deee, Jermaine Dupri, Ol’ Dirty Bastard, Snoop Dogg, Master P czy KoRn.

## Lista utworów
1. „Intro”
2. „The Recipe” (featuring Boo Kapone, Techniec, Binky Mack & CJ Mac)
3. „You Ain't Seen Nothin'” (featuring Jermaine Dupri & Foxy Brown)
4. „Made Niggaz” (featuring Master P & Mystikal)
5. „Get Yo Ride On” (featuring Eazy-E & MC Eiht)
6. „Money's Just a Touch Away” (featuring Gerald Levert)
7. „Suck Down” (Insert)
8. „Get a Lil Head” (featuring Boo Kapone, Techniec, Binky Mack & CJ Mac)
9. „For the Money” (featuring Ol’ Dirty Bastard & Buckshot)
10. „Ghetto Horror Show” (featuring Jayo Felony & Ice Cube)
11. „LBC And the ING” (featuring Snoop Dogg)
12. „Radio Insert: Funk Master Flex"
13. „Let the Games Begin” (featuring Fat Joe, Big Pun & CJ Mac)
14. „#1 Crew in the Area” (featuring K-Mac, Techniec, MC Eiht, CJ Mac, WC, Boo Kapone, Binky Mack, Thump & Road Dawgs)
15. „Gangsta Shit's Like a Drug” (featuring Squeak Ru & Tray Deee)
16. „The Letter”
17. „Should I Stay or Should I Go” (featuring Ice Cube & KoRn)
18. „Outro"

## Notowania
Album
| Lista (1998)           | Pozycja |
| ---------------------- | ------- |
| Billboard 200          | 15      |
| Top R&B/Hip-Hop Albums | 6       |

Single
| Utwór                       | Lista (1998)          | Pozycja |
| --------------------------- | --------------------- | ------- |
| „Money's Just a Touch Away" | Billboard Hot 100     | 54      |
| „Money's Just a Touch Away" | Hot R&B/Hip-Hop Songs | 31      |
| „Money's Just a Touch Away" | Hot Rap Tracks        | 5       |